# Накальська діоцезія
Нака́льська діоце́зія (лат. Dioecesis Nacalana; порт. Diocese de Nacala) — діоцезія римського обряду Католицької церкви в Мозамбіці, з центром у місті Накала.  Входить до складу Нампульської церковної провінції. Суфраганна діоцезія Нампульської архідіоцезії. Заснована 11 жовтня 1991 року. Голова — єпископ Накальський. Центральний храм — Накальський собор.    Чинний голова — Герману Гаршане, єпископ Накальський.

## Єпископи
- Герману Гаршане

## Статистика
Згідно з «Annuario Pontificio» і Catholic-Hierarchy.org:
| Рік  | Населення | Населення | Населення | Священики | Священики | Священики | Священики           | Диякони | Ченці    | Ченці | Парафії |
| Рік  | католики  | загалом   | %         | загалом   | секулярні | ченці     | вірних на священика | Диякони | чоловіки | жінки | Парафії |
| ---- | --------- | --------- | --------- | --------- | --------- | --------- | ------------------- | ------- | -------- | ----- | ------- |
| 1999 | 258.662   | 2.077.562 | 12,5      | 28        | 5         | 23        | 9.237               |         | 27       | 65    | 22      |
| 2000 | 268.175   | 2.077.562 | 12,9      | 28        | 6         | 22        | 9.577               |         | 27       | 62    | 22      |
| 2001 | 268.175   | 2.077.562 | 12,9      | 28        | 6         | 22        | 9.577               |         | 27       | 63    | 22      |
| 2002 | 270.000   | 2.080.000 | 13,0      | 36        | 5         | 31        | 7.500               |         | 37       | 65    | 22      |
| 2003 | 271.000   | 2.100.000 | 12,9      | 36        | 7         | 29        | 7.527               |         | 34       | 64    | 22      |
| 2004 | 276.000   | 2.100.000 | 13,1      | 34        | 7         | 27        | 8.117               |         | 38       | 53    | 22      |
| 2013 | 312.000   | 2.591.000 | 12,0      | 43        | 19        | 24        | 7.255               |         | 36       | 60    | 24      |
| 2016 | 1.119.058 | 2.717.457 | 41,2      | 38        | 13        | 25        | 29.448              |         | 51       | 65    | 24      |